# Ingemar Ziegler
Ingemar Ziegler, född 1947 i Linköping, är en svensk direktör som främst har varit verksam inom fastighetsbranschen, bland annat som VD på Stockholms läns landstings fastighetsförvaltningsbolag Locum AB. Han har även varit verkställande direktör för AB Storstockholms lokaltrafik, SL. Han är fil kand (1971) med företagsekonomi och sociologi som huvudämnen. 
Ingemar Ziegler var VD för Locum AB från 1 oktober 1992 till 31 december 2006. Mellan 1 januari 2007 och 30 september 2009 var han VD för AB Storstockholms Lokaltrafik, SL. Därefter verkade han som fristående konsult. Den 17 december 2010 utsågs Ingemar Ziegler åter till verkställande direktör för Locum AB.
Innan han knöts till Locum var han bland annat finanssekreterare inom Stockholms stad (mellan 1986 och 1988) och VD för Diös Förvaltning (mellan 1989 och 1992). Han har eller har haft en rad uppdrag som styrelseledamot, bland annat i Akademiska Hus AB, Infranord AB, Skipark360 AB, Stiftelsen Stockholms konserthus och Stiftelsen Clara.